# 페이브웨이 IV

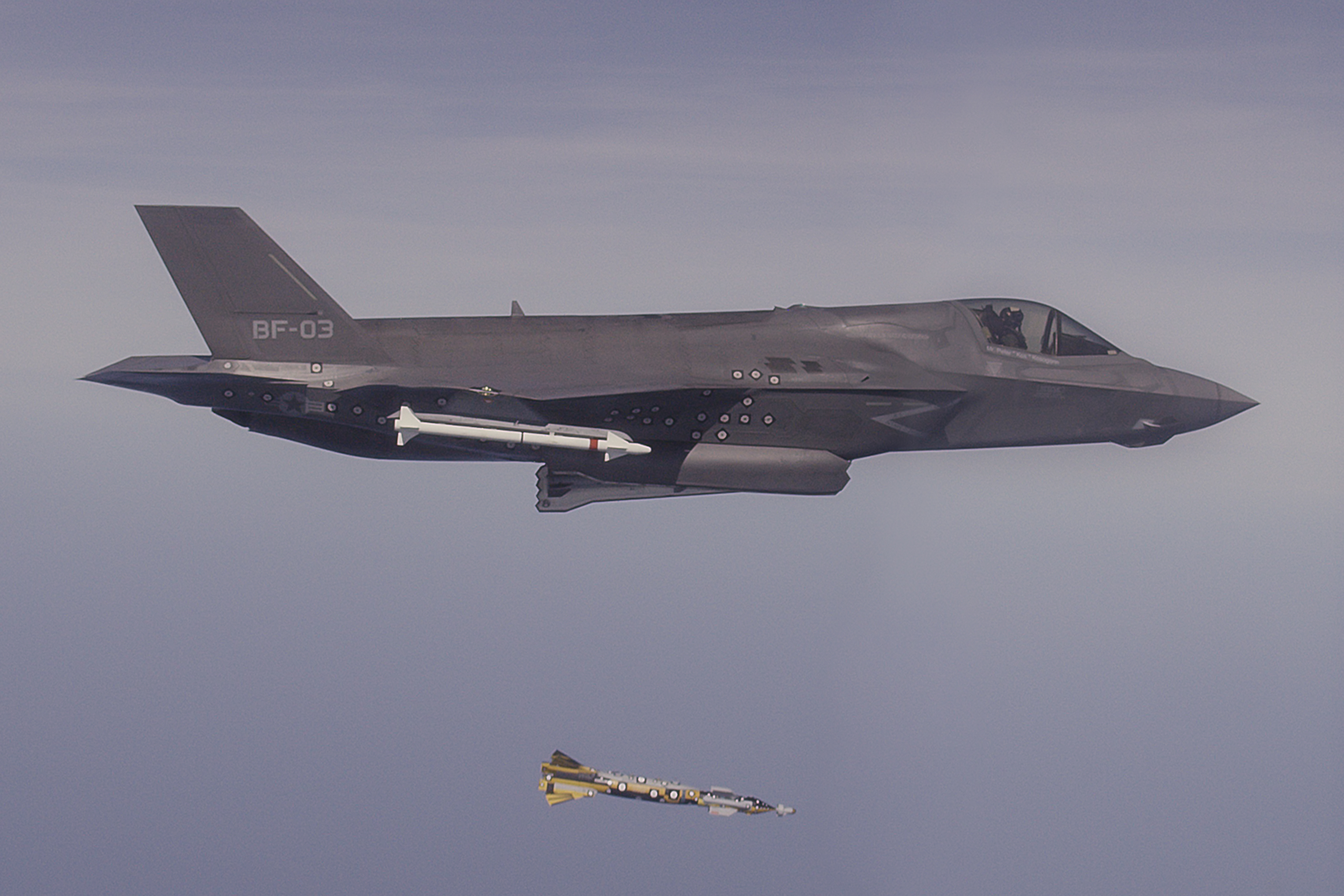
2015년 미국에서 영국 공군 조종사의 F-35가 500파운드 페이브웨이 IV를 투하중이다.

페이브웨이 IV(Paveway IV)는 기존의 레이저 유도 폭탄인 GBU-12 페이브웨이 II에 GPS 유도 기능을 추가한 것이다.
GBU-12 페이브웨이 II는 기존의 무유도 500 파운드 Mk 82 폭탄(30만원)에 레이저 유도 시커와 유도 날개를 부착하여 CEP를 100 m에서 1m로 줄였다. 사거리 14 km에 가격은 2천만원이다. 현재는 록히드 마틴과 레이시온이 둘 다 생산중이다.
2008년 영국 공군은 페이브웨이 IV를 실전배치했다. 그러나 미국은 JDAM과 GBU-39를 사용하려고 하기 때문에 페이브웨이 IV를 사용할 지는 미확정이다.